# Arsames (príncep)
Arsames   (segle V aC - p. segle V aC) (Aršama) fou un príncep aquemènida d'origen incert."Arsames" és la forma hel·lenitzada del nom persa antic Aršāma ("que té la força d'un heroi"), que era un nom comú dins de la família persa aquemènida així com entre l'elit persa de l'Imperi aquemènida (550–330). aC). El nom és un compost, compost per aršan ("mascle, heroi") i ama ("força"). El nom està testimoniat en arameu com ʾršm.[4] La forma femenina del nom, *Aršāmā (grec Arsamē), està testimoniada en la filla de Dario el Gran (522–486 aC).
Segons Ctesias, Sarsamas va ser nomenat sàtrapa pel general Megabazos. Anteriorment, un antic príncep egipci anomenat Inaros es va revoltar obertament contra Artaxerxes I i el domini aquemènida i havia matat a la batalla el sàtrapa Aquemenes. El 454 aC, poc després del seu nomenament, Arsames va ajudar a reprimir la revolta derrotant els reforços atenesos enviats al delta del Nil.
Després de la revolta, Arsames va emprendre una política conciliadora amb els egipcis nadius per tal d'evitar encendre noves revoltes; probablement per aquest motiu, va permetre que el fill d'Inaros Thannyras mantingués la seva senyoria en part del Delta, tal com informa Heròdot.
Tot i que la seva esmentada carrera inicial només és informada per fonts gregues, la vida posterior d'Arsames es coneix per diverses cartes escrites en arameu, compilades principalment pel sacerdoci jueu d'Elefantina i pertanyents als papirs elefantins, i que es poden datar des del 428 aC en endavant. Se sap que l'any 423 aC va donar suport a Dario II en el seu cop d'estat reeixit, i més tard va ser cridat de nou a Susa a Pèrsia entre el 410 i el 407/6 segons informen altres documents, entre aquests algunes cartes d'intercanvi amb el seu administrador de finques. Nakhtihor i amb un home anomenat Artavant que probablement va actuar com a sàtrapa d'Egipte ad interim.
L'any 410 aC va esclatar una revolta a Elefantina, on una comunitat jueva establerta vivia juntament amb els egipcis nadius, i on les dues comunitats tenien el seu temple local, el de Yahu i Khnum respectivament. Els jueus eren ben tolerats per Arsames i pels ocupants perses en general; tanmateix, sembla que la pràctica jueva de sacrificar cabres al seu déu va ser percebuda com un insult pel clergat del temple veí de la deïtat egípcia Khnum amb cap d'ariet. Aprofitant una de les absències d'Arsames, el clergat de Khnum va corrompre un comandant militar local, Vidaranag, i sense impediment va instigar i va aconseguir la destrucció del temple de Yahu. Al seu retorn, Arsames va castigar els perpetradors, però es va sentir obligat a evitar qualsevol polèmica prohibint la matança ritual de cabres. Les múltiples súpliques dels jueus per la reconstrucció del seu temple, però, sembla que no s'escoltaren durant algunes vegades.
Arsames ja no s'esmenta després del 406 aC, i és probable que morís poc abans de la reconquesta egípcia d'Egipte aconseguida pel faraó natiu Amyrtaios l'any 404 aC.